# Eadgifu
Eadgifu (fl. 904-966) est la troisième épouse du roi du Wessex Édouard l'Ancien.

## Biographie
Eadgifu est la fille de Sigehelm, un ealdorman du Kent tué à la bataille du Holme en 902. Elle épouse Édouard l'Ancien vers 919 et lui donne deux fils, Edmond et Eadred, et deux filles, Eadburh et Ælfgifu. Elle ne joue pas de rôle politique sous le règne de son mari, ni sous celui de son beau-fils Æthelstan, mais l'arrivée de ses fils au pouvoir lui permet d'occuper le devant de la scène en tant que reine mère. Elle figure ainsi en bonne place sur les chartes royales sous les règnes d'Edmond (939-946) et d'Eadred (946-955), et reçoit de nombreuses terres de leur part. Elle joue également un rôle dans les affaires religieuses, en apportant son soutien à Æthelwold et à Dunstan.
Eadwig, fils d'Edmond et petit-fils d'Eadgifu, monte sur le trône en 955 et confisque les terres de sa grand-mère. Il est possible qu'elle ait apporté son soutien à Edgar contre Eadwig, et que celui-ci ait décidé de la punir en conséquence. Quoi qu'il en soit, Eadwig ne règne que quatre ans, et après sa mort, Edgar, devenu roi, rend ses terres à Eadgifu et lui en concède même de nouvelles. Néanmoins, son heure de gloire est passée, et elle n'apparaît que rarement à la cour après 959, préférant semble-t-il mener une vie religieuse. Elle est mentionnée pour la dernière fois en 966, à l'occasion d'une grande réunion de la maison de Wessex.